# Толл-подобный рецептор 10
TLR10 (толл-подобный рецептор 10, CD290) — мембранный белок, входящий в группу толл-подобных рецепторов, обеспечивающих функционирование врождённого иммунитета. Рецептор был открыт в 2001 году. Относится к орфановым рецепторам, т.е. к рецепторам, лиганд которых ещё не обнаружен. Образует гетеродимерный комплекс с TLR1 и TLR2, поэтому его вместе с TLR1 и TLR6 относят к подгруппе «TLR2». Это единственный толл-подобный рецептор человека, у которого нет аналога в геноме мыши, чем объясняется сложность поиска естественного или синтетического лиганда, т.к. лиганды большинства других толл-подобных рецепторов были обнаружены в результате получения мутантных или генетически-дефицитных мышиных линий.

## Структура и функции
Ген TLR10 состоит из единственного экзона и кодирует трансмембранный белок из 811 аминокислоты. Обладает 50% гомологии с TLR1 и TLR6, от которых произошёл в процессе эволюции около 300 млн лет назад. Рецептор способен активировать фактор транскрипции NF-kB. Передача сигнала осуществляется через адаптерные белки MyD88 и TRAF6.

## Экспрессия
Наибольшая экспрессия TLR10 наблюдается в селезёнке, лимфатических узлах, вилочковой железе и миндалинах, в меньшей степени — в лёгких.